# 이경림
이경림은 1947년 경북 문경에서 태어난, 한국의 시인이다. 1989년 <문학과 비평>에 「굴욕의 땅에서」외 9편으로 등단했다.

## 시집
- 「토씨찾기」(1992)
- 「그곳에도 사거리는 있다」(1995)
- 「시절 하나 온다, 잡아먹자」(1997)
- 「상자들」(2005)
- 「내 몸속에 푸른 호랑이가 있다」(2011)
- 급! 고독 (2019)

## 소설 및 시
- 엽편소설 「나만 아는 정원이 있다」
- 산문집 「언제부턴가 우는 것을 잊어버렸다」(2008)

## 수상경력
- 2011년 - 지리산 문학상
- 2016 윤동주 서시 문학상
- 2018 애지 문학상